# Aix (Corrèze)
Aix (Ais auf Okzitanisch) ist eine französische Gemeinde mit 367 Einwohnern (Stand 1. Januar 2022) im Département Corrèze in der Region Nouvelle-Aquitaine.

## Geografie
Die Gemeinde liegt im Zentralmassiv auf dem Plateau de Millevaches und somit auch im Regionalen Naturpark Millevaches en Limousin am rechten Ufer des Dognon, einem Nebenfluss der Dordogne.
Tulle, die Präfektur des Départements, liegt ungefähr 90 Kilometer südwestlich, Ussel etwa 11 Kilometer südwestlich und Clermont-Ferrand rund 70 Kilometer nordöstlich.
Nachbargemeinden von Aix sind Lamazière-Haute im Norden, Eygurande im Nordosten, Merlines im Osten, Saint-Étienne-aux-Clos im Südosten, Saint-Fréjoux im Süden, Ussel im Südwesten, Saint-Pardoux-le-Neuf und Courteix im Westen sowie Couffy-sur-Sarsonne im Nordwesten.

### Verkehr
Der Ort liegt ungefähr fünf Kilometer nordwestlich der Abfahrt 24 der Autoroute A89.

## Wappen
Blasonierung: In Blau ein goldener Wolf. Der linke Ort ist rot-gold geschacht.
Symbolik: Das rot-gold Geschachte im Ort ist ein Hinweis auf das Haus Ventadour.

## Bevölkerungsentwicklung
| Jahr      | 1962 | 1968 | 1975 | 1982 | 1990 | 1999 | 2007 | 2017 |
| Einwohner | 325  | 431  | 373  | 371  | 325  | 307  | 380  | 392  |

## Sehenswürdigkeiten
Die Kirche Saint-Martin-de-Tours, ein romanischer Sakralbau aus dem 13., 15. und 19. Jahrhundert, ist als Monument historique klassifiziert.